# 심신 평행론
심신 평행론(psychophysical parallelism), 심신 병행론, 정신 물리적 평행설, 심리학적 병행론 또는 간단히 평행론 또는 병행론(parallelism)은 심리철학에서 정신과 신체의 사건이 인과관계 없이 완벽하게 조화를 이룬다는 이론이다. 이처럼 정신과 신체 사건의 상관관계는 긍정하지만(정신 사건이 발생하면 이에 상응하는 물리적 효과도 발생한다는 점을 인정하므로), 정신과 신체 사이의 직접적인 원인과 결과 관계를 부정한다. 정신적, 육체적 사건의 이러한 조정은 신에 의해 미리(고트프리트 빌헬름 라이프니츠의 사전 확립된 조화 개념에 따라) 또는 사건 발생 시(니콜라 말브랑슈의 기회 원인론에서와 같이) 발생하거나, 최종적으로 발생한다고 가정되어 왔다. 바뤼흐 스피노자의 윤리학에 따르면, 정신과 물질은 서로 상호 작용하지 않고 하나로 움직이는 유일한 실체-신의 무한한 속성 중 두 가지이다. 이 견해에 따르면 정신적 현상 (철학)과 육체적 현상은 동전의 양면처럼 독립적이면서도 분리될 수 없다.

## 같이 보기
- 심신 문제
- 바뤼흐 스피노자